# 向出静司
向出 静司（むかいで せいじ、1978年 - ）は、日本の建築構造/構造工学・建築システム工学者。大阪工業大学工学部建築学科教授。工学博士（大阪大学）。日本建築学会鋼構造次世代設計規準検討WG元委員。日本鋼構造協会年次研究発表会小委員会元委員。第12回太平洋鋼構造会議2019学術委員。
専門は、建築構造/建築システム工学・構造工学 （特にラーメン構造・鉄骨構造学）、建築材料。

## 略歴
2000年大阪大学工学部建築工学科卒業。2002年同大学大学院工学研究科建築工学専攻博士前期課程修了。同年より日本建築総合試験所（GBRC）にて建築構造実験・構造解析・破壊評価の研究に従事。2005年大阪大学大学院工学研究科地球総合工学専攻助手、2008年工学博士（大阪大学：指導教授は甲津功夫）。2016年大阪工業大学工学部建築学科准教授。2025年同学科教授。
主な所属学会は、日本建築学会、日本鋼構造協会、国際構造工学協会、日本地震工学会など。主な著書は、鋼構造塑性設計指針（共著、丸善2017、学術書）など。

## 主な研究
- 魚骨形骨組による鋼構造ラーメン骨組の倒壊解析：建築構造
- 常時鉛直荷重の影響を考慮した鋼構造無限均等ラーメン骨組部材の地震時の損傷予測に関する研究：構造工学 - 甲津功夫との共同研究
- 部材の必要塑性変形性能：建築材料
- 鋼構造露出柱脚に適用する鋼管型ダンパー開発のための基礎的研究
- 多層ブレース付鋼構造骨組の必要塑性変形能力 - 大林組・京都大学との共同研究
- 水平荷重を受ける均等多層多スパン立体ラーメン骨組の弾性座屈 〜数値解析による検討：建築システム工学[3]